# Store Netholmen
Store Netholmen est une île norvégienne du comté de Hordaland appartenant administrativement à Austevoll.

## Description
Rocheuse et couverte d'arbres, à fleur d'eau, elle s'étend sur environ 138 m de longueur pour une largeur approximative de 63 m.